# Лептоцереус
Лептоцереус (лат. Leptocereus) — род суккулентных растений семейства Кактусовые (Cactaceae), произрастающий в Карибском бассейне.

## Название

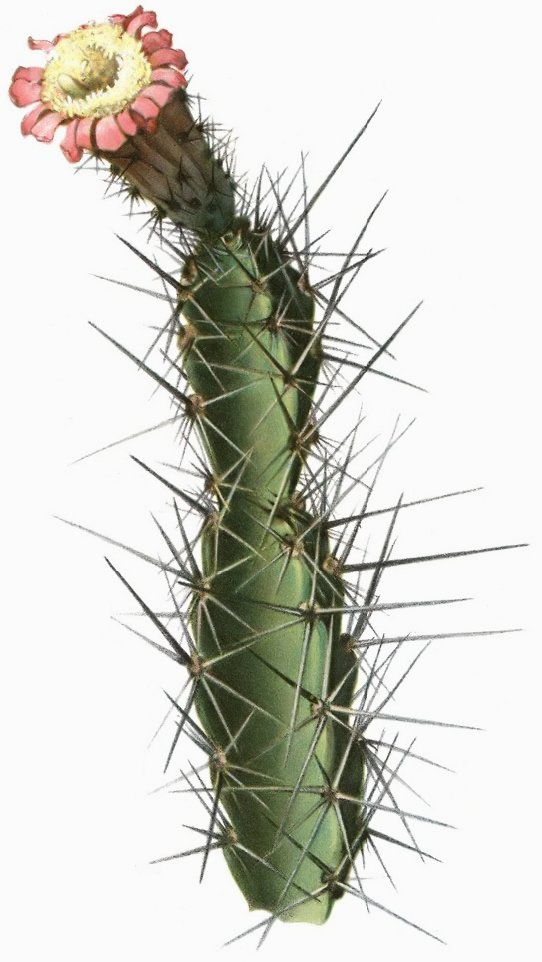
Leptocereus assurgens

Родовое латинское название Leptocereus происходит от др.-греч. λεπτός, leptós — «тонкий» и названия рода Cereus — Цереус (от лат. cereus — «восковой» или «восковая свеча». Это название отражает особенность этого рода кактусов, связанную с их тонкими ветвями и стеблями.
Русскоязычное название является транслитерацией латинского.

## Описание
Род представляет собой группу кустарниковидных или древовидных кактусов с плотным, ветвистым деревянистым стеблем. Ветви могут быть прямостоячими, повислыми или распростертыми, часто сегментированными и характеризующимися тонкими ребрышками и выемчатыми краями.
Цветки трубчато-колокольчатые, могут быть дневными или ночными и располагаются в верхней части растения. Цветки могут быть одиночными или собраными в группы и иметь беловатый, бледно-зеленый, желтый или розовый оттенок. Опылением занимаются летучие мыши или перепончатокрылые насекомые. Цветочная трубка обычно короткая, порой имеет колючую или чешуйчатую структуру. Плоды имеют разнообразную форму — от шаровидных до продолговатых. Они обычно мясистые и покрыты колючками, которые созреванием плода могут опадать. Семена черного цвета, имеют яйцевидную форму.

## Распространение
Острова Кайман, Куба, Доминиканская Республика, Гаити, Подветренные острова, Пуэрто-Рико.

## Таксономия
Leptocereus (A.Berger) Britton & Rose, первое упоминание в Contr. U.S. Natl. Herb. 12: 433 (1909).

### Синонимы
Гетеротипные (основанные на разных номенклатурных типах):
- Neoabbottia Britton & Rose (1921)

### Виды
Подтвержденные виды по данным сайта Plants of the World Online на 2023 год:
- Leptocereus arboreus Britton & Rose
- Leptocereus assurgens (C.Wright ex Griseb.) Britton & Rose
- Leptocereus carinatus Areces
- Leptocereus demissus Areces
- Leptocereus grantianus Britton
- Leptocereus leonii Britton & Rose
- Leptocereus nudiflorus (Engelm. ex C.Wright) D.Barrios & S.Arias
- Leptocereus paniculatus (Lam.) D.R.Hunt
- Leptocereus quadricostatus (Bello) Britton & Rose
- Leptocereus scopulophilus Areces
- Leptocereus sylvestris Britton & Rose
- Leptocereus undulosus (DC.) D.Barrios & Majure
- Leptocereus velozianus Clase, Y.Encarn., Peguero & Majure
- Leptocereus weingartianus (E.Hartmann) Britton & Rose
- Leptocereus wrightii León

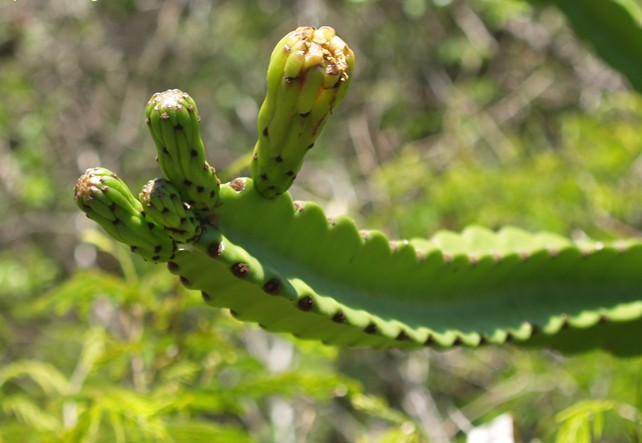
Leptocereus grantianus
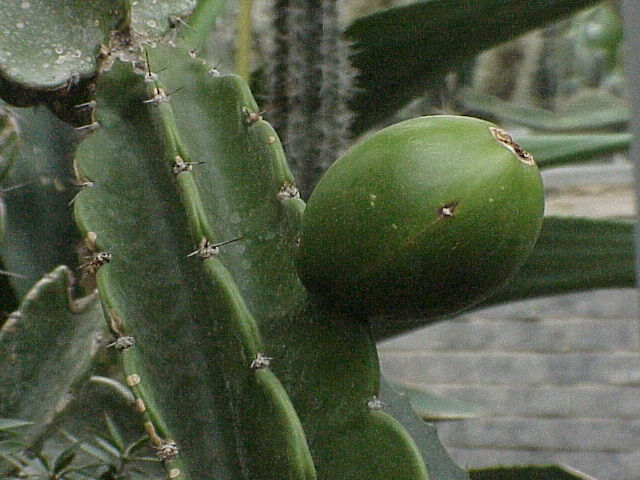
Leptocereus nudiflorus
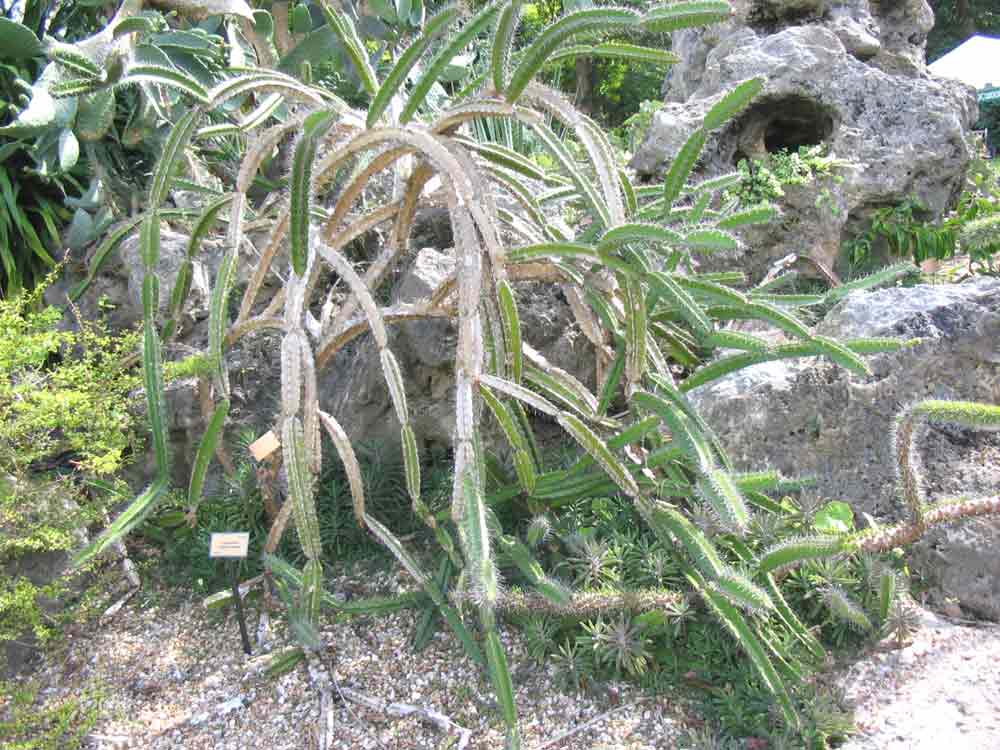
Leptocereus quadricostatus
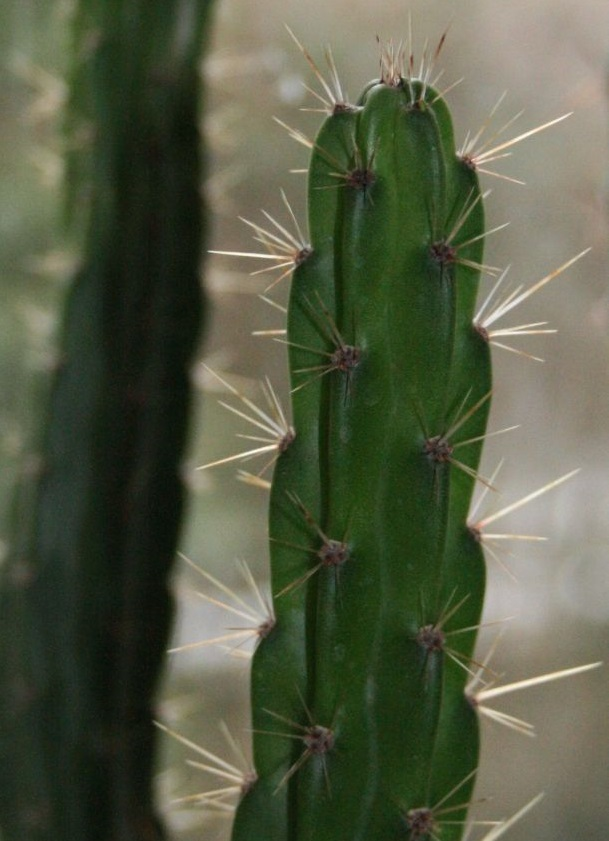
Leptocereus sylvestris